# Triaenops menamena
Triaenops menamena é uma espécie de morcego da família Hipposideridae. É endêmica de Madagascar. Até 2009, era conhecida com o nome de Triaenops rufus, incorretamente atribuído a espécie e que foi considerado sinônimo de T. persicus.